# Pitirim (Starynski)
Pitirim, imię świeckie Mykoła Starynski (ur. 6 marca 1944 w Czerwonych Jarach) – biskup Ukraińskiego Kościoła Prawosławnego Patriarchatu Moskiewskiego.

## Życiorys
Po ukończeniu szkoły średniej pracował przez trzy lata jako robotnik budowlany. W 1964 rozpoczął naukę w moskiewskim seminarium duchownym. Po jego ukończeniu podjął wyższe studia teologiczne w Moskiewskiej Akademii Duchownej, uzyskując w 1972 tytuł kandydata nauk teologicznych. W czasie studiów, w 1969, złożył wieczyste śluby zakonne i został wyświęcony na hierodiakona. Od 1972 przebywał na stałe w ławrze Poczajowskiej. Tam w 1974 został wyświęcony na hieromnicha. 
W 1983 został oskarżony o prowadzenie działalności antyradzieckiej i skazany na sześć lat pozbawienia wolności. Zwolniony przedterminowo po trzech latach. W 1986 otrzymał godność archimandryty i został przełożonym monasteru Objawienia Pańskiego w Krzemieńcu.
23 lutego 1992 został przełożonym ławry Peczerskiej. 
26 sierpnia tego samego roku miała miejsce jego chirotonia na biskupa chmielnickiego i kamienieniecko-podolskiego. Po roku został przeniesiony na katedrę mikołajowską. W 2000 podniesiony do godności arcybiskupiej, zaś w 2009 – do godności metropolity.